# Seraphim Falls
Seraphim Falls ist ein US-amerikanischer Western um Schuld und Sühne aus dem Jahr 2006 von Regisseur David Von Ancken. Der von Icon Productions und Icon Film Distribution Ltd. produzierte Film hatte am 13. September 2006 auf dem Toronto Film Festival Weltpremiere.
Offizieller US-Starttermin war der 27. Januar 2007. In Deutschland kam der Film am 8. November desselben Jahres in den Verleih und erschien am 22. November auf DVD.

## Handlung
Ruby Mountains, Winter 1868. Drei Jahre nach Ende des Amerikanischen Bürgerkrieges gelingt es dem verbitterten Ex-Colonel der Südstaatenarmee Carver, von Rachsucht getrieben, gemeinsam mit vier angeheuerten, äußerst zwielichtigen Söldnern, den früheren Nordstaatenoffizier Gideon in einer verschneiten Bergregion Nevadas zu stellen. Carver ist fest entschlossen, Gideon zu töten, den er für den Tod seiner Familie verantwortlich macht. Einer der von Carver bezahlten Männer verwundet Gideon, dem dennoch die Flucht gelingt. Pferd und Ausrüstung muss er allerdings zurücklassen.
Gideons Flucht führt ihn, lediglich mit einem großen Jagdmesser bewaffnet, durch eine bewaldete, verschneite und menschenleere Wildnis. Dem Verwundeten gelingt es zunächst, falsche Fährten zu legen, seine Verfolger irrezuleiten und einen seiner Häscher zu töten. Mit der Waffe des Toten entkommt er zunächst der schier ausweglosen Situation. Etwas später nehmen die verbliebenen Leute um ihren Anführer Carver die Hatz wieder auf, und es gelingt ihnen abermals, den verletzten Gideon zu stellen. Wie schon zuvor entzieht sich der alternde Yankee-Captain aber fintenreich seinen Verfolgern und dezimiert nach und nach deren Anzahl.
Die Jagd zieht sich so über Tage von den verschneiten Bergen in eine wüstenähnliche Buschlandschaft, wo sich die beiden verfeindeten Veteranen schließlich allein in einem erbitterten Zweikampf gegenüberstehen, den Gideon, der seine Taten im Bürgerkrieg bereut, für sich entscheiden kann. Carver wird von ihm verschont und kommt mit dem Leben davon. Gideon zieht davon. Beide Männer kommen nacheinander an ein Wasserloch, das von dem Indianer Charon bewacht wird. Gideon muss eines seiner beiden Pferde als Bezahlung dalassen. Charon schenkt dem bald folgenden Carver das Pferd und wird für das Wasser mit Dollar bezahlt. Hasserfüllt setzt Carver seine Jagd fort und folgt seinem ausgemergelten Widersacher in eine Wüste. In einer surrealen Szene werden die verfeindeten Kontrahenten unabhängig voneinander von einer plötzlich auftretenden fahrenden Händlerin vor die Wahl gestellt, sich für eine Waffe oder für überlebensnotwendige Waren zu entscheiden. Beider Wahl fällt auf einen Revolver mit einem Schuss an Munition. Es kommt schließlich zur entscheidenden Konfrontation der Männer. Carver wird von Gideon angeschossen, und sie erkennen ihre ausweglose Lage. Gideon gibt dem völlig erschöpften Carver sogar Wasser aus seiner Feldflasche. Entkräftet marschieren die beiden unter der sengenden Wüstensonne erst gemeinsam, dann in unterschiedliche Richtungen davon. Gideon wirft nun sein Messer weg. Über den weiteren Verbleib der Männer erfährt man nichts. In der letzten Szene ist nur noch das im Wüstensand steckende Bowiemesser zu sehen.

## Kritiken
Eine Reihe von Kritikern nahm den Film ungünstig auf.
So bemängelte Thomas Delapa:
„Nach einer schwunghaften ersten Stunde gibt sich Van Acken mit einem ausgedörrten Ende zufrieden […].“
Todd McCarthy kritisierte:
„Abgesehen von Ausbrüchen roher Gewalt gibt es hier nichts Mitreißendes oder Neues.“
Und Neil Smith tadelte:
„Rob Roy jagt James Bond in diesem traditionellen Western, der lähmend arm an Action ist.“
Zu seinen Ungunsten wurde der Film von Derek Malcolm und Todd McCarthy mit den Western von Anthony Mann (wie Nackte Gewalt) verglichen.
Zu den Bewunderern des Films gehört Pete Hammond, der schrieb:
„Diese Art von wunderschönen bildgewaltigen Action-Abenteuern sehen wir einfach nicht mehr oft.“
Das Lexikon des internationalen Films urteilte:
„An klassische Vorbilder erinnerndes Westernepos, das sich überzeugend der Frage nach Schuld, Sühne und Rache widmet. Dabei liegt das Hauptaugenmerk auf dem Konflikt, den Zeitpunkt auszuloten, an dem die Forderung nach (Selbst-)Justiz in eigene Schuld umschlägt.“

## Synchronisation
Die Deutsche Synchron Film GmbH produzierte die deutsche Fassung unter der Dialogregie von Heinz Freitag, der auch das Dialogbuch verfasste.
| Rolle                 | Darsteller      | Synchronsprecher  |
| --------------------- | --------------- | ----------------- |
| Gideon                | Pierce Brosnan  | Frank Glaubrecht  |
| Morsman Carver        | Liam Neeson     | Bernd Rumpf       |
| Hayes                 | Michael Wincott | Oliver Stritzel   |
| Abraham               | Tom Noonan      | Reinhard Kuhnert  |
| Eisenbahn-Vorarbeiter | Xander Berkeley | Jürgen Kluckert   |
| Parsons               | Ed Lauter       | Kaspar Eichel     |
| Madame Louise         | Anjelica Huston | Marianne Groß     |
| Rose                  | Angie Harmon    | Anke Reitzenstein |
| Charon                | Wes Studi       | Jörg Hengstler    |

## Hintergrund
Die Dreharbeiten begannen im Oktober 2005 in Santa Fe in New Mexico. Weiterer Drehort war neben New Mexico der US-Bundesstaat Oregon.
Der Debütfilm des Regisseurs startete in seinem Heimatland lediglich mit 52 Kopien und konnte daher auch nur 420.000 US-Dollar einspielen.